# A forint leértékelései
A forintot 1990 óta számos alkalommal értékelték le – azaz gyengítették más fizetőeszközök ellen adminisztratív úton –, a legutóbb 2003 júniusában.
Mivel ebben az időszakban az árfolyamrendszer is többször változott, a leértékelés háromféle módszerrel történt (egyszeri leértékelések, csúszó leértékelés, illetve az árfolyamsáv eltolása). 2008. február 26-án Magyarország lebegő árfolyamrendszerre tért át (eltörölve a korábbi árfolyamsávot) és ilyen rendszerben nem lehet le- vagy felértékelni. (Az árfolyamot a piac alakítja, a kormány és a jegybank legfeljebb befolyásolhatja, fiskális politikai lépésekkel, kommunikációval vagy nyílt piaci műveletekkel.)
Egy devizát általában azzal a céllal értékelnek le, hogy ezáltal nagyobb jövedelemhez segítsék a más devizát használó területekre exportálókat, és visszafogják az importot (mivel a leértékeléstől a honi fizetőeszközben számolva drágábbá válnak a más devizában vásárolt áruk). A leértékelés egyensúlyjavító hatásai azonban ideiglenesek.
A magyar gazdaság csak a rendszerváltás során vett fel olyan szerkezetet, amelyben már értelmezhető a devizaleértékelés, hiszen korábban a kommunista blokk, a tervgazdaságra alapozó KGST országai mesterségesen definiált árfolyamokat alkalmaztak, amelyeket adminisztratív módszerekkel állapítottak meg, és kevés közük volt – a régióban ekkor még csak nyomokban létező – piacgazdaság törvényszerűségeihez.
A piacgazdasági átmenet útjára lépő országok, így Magyarország is, sűrűn alkalmazták a leértékelés eszközét, hogy időt nyerjenek gazdaságszerkezeti problémáik orvoslásához. A fejlett országokban azonban a leértékelést rendkívüli eszköznek tekintik, helyette lehetőleg időben korrigálni kell a fellépő strukturális problémákat. Az euró bevezetésére készülő országok számára többek közt ezért kötelező az áttérés az euróövezetbe való belépés előtt két évvel a nagyobb gazdaságpolitikai fegyelmet követelő európai ERM-2 árfolyamrendszerre. Ennek 30%-os sávján belül az adott deviza felértékelődhet, a leértékelődés – és főképp az adminisztratív leértékelés – azonban az euróbevezetést veszélyezteti.

## Az előre be nem jelentett lépések
A magyar piacgazdaság első éveiben (1990 és 1995 márciusa között) a valutakosárhoz rögzített forint leértékelései egyszeriek és előre nem bejelentettek voltak, és a kosárhoz képest történtek. A leértékelések, amelyek bármely pillanatban érkezhettek (azonnali hatállyal léptek életbe), bizonytalanságot tartottak fenn a gazdaságban, ugyanakkor újra- meg újra felmerült a bennfentes csalások vádja (hiszen aki előre hírt szerzett egy leértékelésről, devizatranzakciókkal nagy haszonra tehetett szert). Ráadásul egy-egy leértékelés után a piacok azonnal a következő leértékelés idejére és nagyságára kezdtek spekulálni.
Ezzel a módszerrel 23-szor értékelték le a forintot, a legtöbbször (hét alkalommal) 1994-ben, a legnagyobb mértékben (összesen több mint húsz százalékkal) 1991-ben.

### A kockázatok
A piacgazdaság első éveiben reális veszély volt az is, hogy a leértékelések inflációs spirálba sodorhatják az országot, hiszen a leértékelés inflációt gerjesztő hatású, a nagy inflációs különbség a fejlett piacoktól pedig a növekvő belföldi költségek miatt újabb leértékelési nyomást generálhat. Ezt a spirált sikerült elkerülni, összességében azonban az 1990-es évek első felében leértékelési sorozat és magas infláció jellemezték a gazdaságot.
A viszonylag magas infláció ugyanakkor gyakran jár együtt a piacgazdasági átalakulás kezdeti éveivel. Az 1990-es évek elején a magyar árfolyam-politikának kettős célja volt, amely egyben dilemmát tükrözött: megelőzni, hogy a magas inflációból eredően a forint árfolyamának felértékelődése aláássa a gazdaság versenyképességét, ugyanakkor vigyázni arra is, nehogy a leértékelés okozzon többletinflációt. A megvalósult árfolyam-politikát a későbbiekben olyan kritika is érte, hogy túlságosan is az infláció megfékezésére koncentrált:
„1991-ben számottevőbb, 1993-ban pedig kisebb reál felértékelődés, azaz árversenyképesség-romlás következett be… Az árfolyam-politika pedig nem volt elég körültekintő, amikor úgy határozott, hogy az inflációellenes harcot minden más cél elébe helyezi. Ez a politika járult ugyanis hozzá ahhoz is, hogy az export növekedése nemcsak hogy lelassult, hanem maga az export 1993-ban az előző évi volumennek csak 83,2%-át tudta teljesíteni” – írta tanulmányában Terbe Krisztina.  Az is igaz azonban, hogy az európai külgazdasági környezet ebben az időszakban rendkívül kedvezőtlen volt, a leértékelés kedvezőtlen hatásai pedig visszaüthetnek, fékezve az importigényes beruházásokat és így hosszabb távra aláásva az export bázisát.

### A jövedelmek elinflálása
Az infláció az évtized közepén harminc százalék felett tetőzött, miután pont a leértékelés árgerjesztő hatását kihasználva a Bokros-csomag néven ismert gazdaságpolitikai kiigazítás nagyarányú egyszeri leértékeléssel inflálta el a korábban megugrott jövedelmeket. Erre a 2002 körüli jövedelemmegugrást követően már nem volt mód, mivel a leértékeléshez a magyar törvények szerint a Magyar Nemzeti Bank hozzájárulásához lett volna szükség, a függetlenné vált jegybankot azonban ekkor már törvény kötelezte az árstabilitás védelmére. Ennek ellenére 2002 elejétől komoly viták folytak a „gyenge forint” Medgyessy Péter szocialista kormányfő támogatta hívei és a jegybanki „héják” köre közt, amit könnyen politikai köntösbe is öltöztethettek, kihasználva, hogy Járai Zsigmond akkori jegybankelnök, az inflációs célkövetés rendszerének bevezetője az előző, jobboldali kormány pénzügyminisztere volt, ráadásul az erős forint és alacsony infláció politikáját támogatta a parlamenti ellenzék is.

### A magyar forint leértékelései 1995 márciusáig
- 1990. január 31. – 1,0%
- 1990. február 6. – 2,0%
- 1990. február 20. – 2,0%
- 1991. január 7. – 15,0%
- 1991. november 8. – 5,8%
- 1992. március 16. – 1,9%
- 1992. június 24. – 1,6%
- 1992. november 9. – 1,9%
- 1993. február 12. – 1,9%
- 1993. március 26. – 2,9%
- 1993. június 7. – 1,9%
- 1993. július 9. – 3,0%
- 1993. szeptember 29. – 4,5%
- 1994. január 3. – 1,0%
- 1994. február 16. – 2,6%
- 1994. május 13. – 1,0%
- 1994. június 10. – 1,2%
- 1994. augusztus 5. – 8,0%
- 1994. október 11. – 1,1%
- 1994. november 29. – 1,0%
- 1995. január 3. – 1,4%
- 1995. február 14. – 2,0%
- 1995. március 13. – 9,0%

## A csúszóleértékelés
1995. március 16-án, a Bokros-csomag néven elhíresült megszorító-stabilizáló csomag bevezetésével egyidőben változott az árfolyamrendszer is és a leértékelésekre ezután egy előre bejelentett havi ütemben került sor. Ez volt a csúszó leértékelések rendszere. Egy nagy egyszeri, kilenc százalékos leértékelést követően vezették be, miközben a forint lebegtetési sávját 4,5%-ra szélesítették ki.
Ebben a rendszerben a forint minden munkanapon leértékelődött, és a változás napi mértékét egy előre bejelentett havi leértékelési rátából számolták ki.
A csúszóleértékelés a be nem jelentett egyszeri leértékelésekhez képest nagyobb kiszámíthatóságot jelentett a gazdaság szereplői számára, de nem teljesen kötött rendszer volt, mivel az induló 1,9%-os havi rátát a következő években – a rendszer 2001. október 1-jei megszüntetéséig – 13-szor csökkentették, előre be nem jelentett módon. (Ugyanakkor a lebegtetési sáv is kínált némi mozgási lehetőséget az árfolyam számára, bár a spekulatív tőkebeáramlások – amelyeket a magas magyar kamatokon túl az is gerjesztett, hogy a szűk sáv viszonylag kis árfolyamkockázatot jelentette – jobbára a sáv erős széléhez tapasztották a forintot a kereskedésben.)

### A csúszóleértékelés havi rátái
- 1995. március 16-ától  1,9% (0,060%/nap)
- 1995. június 29-étől  1,3% (0,042%/nap)
- 1996. január 2-ától  1,2% (0,040%/nap)
- 1997. január 1-jétől  1,2% (0,040%/nap)
- 1997. április 1-jétől  1,1% (0,036%/nap)
- 1997. augusztus 15-étől  1,0% (0,033%/nap)
- 1998. január 1-jétől  0,9% (0,030%/nap)
- 1998. június 15-étől  0,8% (0,026%/nap)
- 1998. október 1-jétől  0,7% (0,023%/nap)
- 1999. január 1-jétől  0,6% (0,020%/nap)
- 1999. július 1-jétől  0,5% (0,0163%/nap)
- 1999. október 1-jétől  0,4% (0,0133%/nap)
- 2000. április 1-jétől  0,3% (0,0098%/nap)
- 2001. április 1-jétől  0,2% (0,00654%/nap)
- 2001. október 1-jétől a rendszer megszűnt

## A sáveltolás
A forint leértékeléseinek harmadik, utolsó módja az ekkor már 30% széles ingadozási sáv 2,26%-os eltolása volt 2003. június 4-én. A döntés, amelyet a Medgyessy Péter vezette kormány kezdeményezésére a Magyar Nemzeti Bank Monetáris Tanácsa is jóváhagyott, értetlenséget okozott a pénzügyi piacokon, a forint zuhanásához és végül kamatemelésekhez vezetett.
A kormány, amely ekkor már több mint egy éve gyengébb forintárfolyamot sürgetett, az exportőrök támogatásával magyarázta a lépést, és ugyanakkor a felduzzadt államháztartási hiány csökkentését ígérte. A forint és az állampapírok zuhanása, a piacok nyomása miatt azonban heteken belül el kellett ismernie, hogy a sáv eltolása hibás lépés volt.
Azóta nem került sor a forint leértékelésére. Leértékelődési hullámok többször is átsöpörtek a piacon, a leértékelődést azonban az különbözteti meg a leértékeléstől, hogy az utóbbi adminisztratív lépés, az előbbit viszont a piaci keresleti-kínálati viszonyok alakítják ki és mozgatják. A (2000 óta kizárólag az euróhoz kötött) ingadozási sáv azt jelenti, hogy a forint nem értékelődhet le (gyengülhet) jobban, mint a sáv gyenge széle, és nem értékelődhet fel (erősödhet) jobban, mint a sáv erős széle – ezeken a szinteken az MNB-nek beavatkozást ír elő a törvény.

## Lásd még
- A forint árfolyamrendszere
- A forint valutakosara